# Jamaikanische Badmintonmeisterschaft 1968
Die Jamaikanische Badmintonmeisterschaft 1968 fand vom 23. bis zum 27. September 1968 in der National Arena in Kingston statt. Es war die 21. Austragung der nationalen Titelkämpfe im Badminton von Jamaika.

## Titelträger
| Disziplin    | Sieger                                 |
| ------------ | -------------------------------------- |
| Herreneinzel | Anthony Garcia                         |
| Dameneinzel  | Pauline Laman                          |
| Herrendoppel | Anthony Garcia Richard Roberts         |
| Damendoppel  | Barbara Tai Tenn Quee Margaret Parslow |
| Mixed        | Anthony Garcia Barbara Tai Tenn Quee   |

1. ↑  Der Kingston Gleaner berichtet 1971 vom vierten Titel in Folge für Keith Palmer. Das IBF-Handbuch listet jedoch Anthony Garcia als Sieger ebenso wie der Kingston Gleaner vom 30. September 1968.